# Peter Gross (jurnalist)
Peter Gross (n. 1949, Timișoara, România) este un specialist american în mass-media. El este în prezent profesor emerit al Universității Tennessee și un membru adjunct al facultății Școlii de Jurnalism și Comunicare de masă de la Universitatea din Iowa. Gross s-a specializat în comunicare internațională, în mass-media și jurnalismul din societățile din Europa Centrală și de Est. 

## Biografie
În anul 1963 el a emigrat în Statele Unite ale Americii, la Chicago, Illinois, unde se stabiliseră părinții săi. În 1984 obține doctoratul în comunicare internațională la University of Iowa. În continuare el a predat comunicarea internațională la California State University, și la Colegiul Gaylord de jurnalism si mass-media, University of Oklahoma. Apoi, în anii 2006-2016 a condus Școala de ziaristică și mass-media a University of Tennessee din Knoxville, și a predat acolo ca profesor între anii 2006-2019.
Gross a contribuit în special la cercetarea dezvoltării jurnalisticii și mediei de masă în Europa Centrală și de Est, politica comunicării, etica jurnalisticii, problemele cenzurii și a libertății presei, rolul mediei de comunicare în relațiile externe și diplomație.
În anul 1996 Gross a lucrat ca cercetător la Woodrow Wilson Center for International Scholars Washington D.C.
A tinut adesea conferințe la National Foreign Affairs Training Center al Departamentului de Stat al Statelor Unite, de asemenea a fost consilier al International Media Fund, al Freedom Forum, al Freedom House și al altor organizații guvernamentale și neguvernamentale. Gross a fost membru nerezident al Centrului pentru Media, Date și Societate, Universitatea Central Europeană (Viena, Austria).
El a fost autor de editoriale în jurnalul electronic Transitions Online cu sediul în Cehia și care se ocupă cu politica, economia și cultura din Europa de est și centrală, și co-redactor (2019-2022) al revistei Journal of Romanian Studies. A publicat articole la Balkan Insight (Bosnia-Herzegovina), New Eastern Europe (Polonia), Media Perspektiven și Social Europe (Germania), Revista 22 și Dilema (România), The Christian Science Monitor, Georgetown Journal of International Affairs, Eurasian Daily Monitor, The Los Angeles Times, Editor & Publisher, Broadcasting Magazine și Columbia Journalism Review (SUA). 
Gross este membru în colegiile de redacție a 15 reviste și jurnale americane, britanice, maghiare, române și spaniole. El a predat în universități in Romania, Ungaria, Spania, China, Lituania, Germania etc. 

#### În România
După izbucnirea Revoluției din România din decembrie 1989 Gross a sosit în România pentru a urmări îndeaproape procesul de dezvoltarea a unei prese și mass media libere. 
Ulterior în 1992 Gross a fost implicat, împreună cu Marcel Tolcea, Brîndușa Armanca și alții, în întemeierea 
Școlii de jurnalism de la Universitatea de Vest din Timișoara. Pentru studenții acestei școli Gross a scris două manuale. Apoi a participat și la elaborarea programei de învățământ ale cursurilor postcomuniste de jurnalism de la Universitatea din București. În anii 1990, el a jucat un rol esențial în aducerea a peste 150 de jurnaliști români în SUA pentru perioade mai scurte și mai lungi de formare și educație universitară.

## Premii și distincții
- 1996 - Cartea Mass media in revolution and national development: The Romanian laboratory a fost distinsă cu premiul de carte al Academiei Americano-Române de arte și știinte.
- 1996 - A primit premiul Goldsmith de la Centrul Joan Shorenstein pentru presă, politică și politici publice, Universitatea Harvard
- 1997-2001 - A fost ales vicepreședinte al Academiei Americano-Romane de Arte și Științe
- Doctor honoris causa al Universității din București (2005), al Universității de Vest din Timișoara (2008), profesor oaspete de onoare al al Universitătii Vytautas Magnus din Lituania și Profesor Honoris Causa al Universității din Cluj-Napoca (2018).
- 2009 - ordinul Meritul în Învățământ cu gradul de comandor - din partea președintelui României

## Cărți
- 1993 - Culegerea și redactarea știrilor
- 1996 - Mass media in revolution and national development. The Romanian Laboratory
- 1998 - cu K. Milo, S. Yoder, Stefan Niculescu-Maier Introducere în relații publice
- 1999 - Colosul cu picioare de lut. Aspecte ale presei romănești post-comuniste
- 1999 - cu J. Aumente, R. Hiebert, O.V. Johnson, D. Mills Eastern European Journalism. Before, During and After Communism
- 2002 - Entangled Evolutions. Media and Democratization in Eastern Europe (Mass media și democrația în țările Europei de Est - https://polirom.ro/media/1534-mass-media-si-democratia-in-tarile-europei-de-est.html)
- 2006 - cu Mihai Coman Media and Journalism in Romania
- 2010 - cu Gerd G. Kopper, Understanding Foreign Correspondence: A Euro-American Perspective of Concepts, Methodologies, and Theories
- 2013 - cu Karol Jakubowicz (eds.), Media Transformations in the Post-Communist World: Eastern Europe’s Tortured Path to Change
- 2015 -  Întoarcere în laboratorul romănesc. Mass-media după 1989 (https://nemira.ro/intoarcere-in-laboratorul-romanesc-mass-media-dupa-1989)
- 2019 - Mezaventurile mass-mediei și ale jurnalismului di europa centrală și de est
- 2023 - Rădăcinile culturale ale sistemului mass‑media românesc (The Cultural Core of Media Systems. The Romanian Case - https://www.amazon.com/Cultural-Core-Media-Systems-Romanian-ebook/dp/B0C4GBWZFY/ref=sr_1_1?crid=1HH3A3E60A59T&keywords=peter+gross&qid=1687725363&s=books&sprefix=peter+gross%2Cstripbooks%2C135&sr=1-1)
- 2025 - România, Europa și mass-media, jurnalismul și sferele publice ale acestora – o antologie -(https://editura.uvt.ro/product/romania-europa-si-mass-media-jurnalismul-si-sferele-publice-ale-acestora-o-antologie/)